# Tresfontaine
Tresfontaine (parfois orthographié Tresfontaines ou Trèsfontaines) est un hameau de la commune belge de Tenneville située en Région wallonne dans la province de Luxembourg.
Avant la fusion des communes de 1977, Tresfontaine faisait partie de la commune d'Erneuville.

## Situation et description
Tresfontaine est situé en Ardenne sur un plateau herbager et arboré. À l'origine, il est constitué de quelques fermes et fermettes construites en pierre de schiste. L'altitude au centre du hameau avoisine les 385 m.
Le hameau initial s'est agrandi vers le nord-est par la construction d'habitations récentes qui occupent désormais l'espace entre Tresfontaine et le hameau de Cens. Il est aussi voisin des hameaux de Wembay et Wyompont situé au bord de l'Ourthe occidentale.
Tresfontaine se trouve à 3,5 km à l'est de Tenneville et à 2,7 km au sud-est d'Erneuville.
On note la présence d'une petite chapelle construite en pierre de schiste.

## Tourisme
Le hameau possède des gîtes ruraux.